# Камени гост (опера)
Камени гост (рус. Каменный гость) је опера у три чина Александра Даргомижског из либрета преузетог скоро дословно из истоимене драме (1830) Александра Пушкина а која чини део његове збирке Мале трагедије.
Први пут је изведена у Маринском театру, Санкт Петербург, 16. фебруара 1872.
По жељи композитора, последњих неколико редова табеле 1 компоновао је Сезар Кјуј, а целину је оркестрирао Николај Римски-Корсаков. Много година касније, Римски-Корсаков је ревидирао сопствену оркестрацију опере, преписао неколико оригиналних пасуса Даргомижског и додао оркестарски увод. Ова верзија, завршена 1903. и први пут изведена 1907. у Бољшој театру, се сада сматра стандардном верзијом.
Аустријска премијера опере је била је 1928. године на Салцбуршком фестивалу у продукцији студената Лењинградског конзерваторијума. Изведена је 1952. на италијанском језику на фестивалу Musicale Fiorentino. Премијеру опере у Сједињеним Државама је 1986. године представио Камерни оперски театар из Њујорка у Меримаунт Менхетн театру.

## Глумачка подела
| Улога                 | Тип гласа  | Глумац (16. фебруар 1872) |
| --------------------- | ---------- | ------------------------- |
| Дон Хуан              | тенор      | Фјодор Комисаржевски      |
| Лепорело, његов слуга | бас        | Осип Петров               |
| Дона Ана              | сопран     | Јулија Платонова          |
| Дон Царлос            | баритон    | Иван Мелников             |
| Лаура                 | мецосопран | Марија Иљина              |
| Монах                 | бас        | Владимир Соболев          |
| Први гост             | тенор      | Василиј Васиљев           |
| Други гост            | бас        | Михаил Сариоти            |
| Статуа команданта     | бас        | Владимир Соболев          |